# Iyenemi Furo
Iyenemi Furo (17 de julho de 1978) é um ex-futebolista profissional nigeriano que atuava como defensor.

## Carreira
Iyenemi Furo representou a Seleção Nigeriana de Futebol, nas Olimpíadas de 2000. 